# Верхняя Ушма
Верхняя Ушма — деревня в Балтасинском районе Татарстана. Входит в состав Малолызинского сельского поселения.

## География
Находится в северо-западной части Татарстана на расстоянии приблизительно 3 км на юго-запад по прямой от районного центра посёлка Балтаси.

## История
Основана в XVII веке, упоминалась также как околоток 3-я Ушма.

## Население
Постоянных жителей было: в 1920—281, в 1926—340, в 1938—280, в 1949—279, в 1958—279, в 1970—285, в 1979—271, в 1989—228, 2000 - 220 (Удмурты), в 2002 году 241, в 2010 году 243.